# Réserve naturelle de Själbottna-Östra Lagnö
La réserve naturelle de Själbottna-Östra Lagnö (en suédois : Själbottna-Östra Lagnö naturreservat) est une réserve naturelle de l'archipel de Stockholm dans le comté de Stockholm en Suède,,,.

## Présentation
Själbottna-Östra Lagnö est une réserve naturelle située dans la partie nord d'Östra Lagnö et la partie nord-est de Själbottna, à la pointe nord-ouest de Ljusterö, dans la commune d'Österåker et la commune de Norrtälje dans l'archipel de Stockholm. 
La reserve est protégée depuis 1977, elle a une superficie de 532 hectares, dont 150 hectares de terre.
La réserve naturelle présente un environnement naturel et culturel changeant avec des rochers, des forêts et des pâturages maintenus grâce à un élevage à petite échelle.
Själbottna contient une jeune forêt de conifères avec des affleurements et plusieurs marais plus grands dans la partie intérieure de l'île. 
Certaines terres sont maintenues en pâturage, ce qui favorise la végétation au sol.
Il y a plusieurs petites îles à l'extérieur qui font partie de la réserve et qui possèdent une grande richesse en espèces. 
L'île de Lagnö est dominée par des forêts de sapins plus anciennes, qui contiennent des parcelles, des landes et des marais et tourbières plus petits. 
Il y également des baies maritimes avec une végétation de prairies humides, de roseaux et de pâturages.

## Avifaune
La réserve abrite une riche avifaune, notamment des pygargues à queue blanche, et certaines parties de la réserve sont désignées comme zones de protection des oiseaux.
L'isthme à l'est de Skakroksuden abrite une riche avifaune avec, entre autres, le tournepierre à collier, la huîtrier pie et les laridés. 
Des rapaces et des oiseaux marins comme l'eider à duvet, la sauvagine et la harelde de Miquelon s'y reposent également.

## Accès
Malgré sa situation éloignée dans l'archipel de Stockholm, la réserve est facilement accessible et dispose d'une liaison routière avec le continent via Östra Langö, qui est reliée à Ljusterö, qui dispose d'un traversier vers le continent. 
La nature relativement plate de la partie de la réserve sur Lagnö rend l'accessibilité bonne pour les personnes handicapées et les visiteurs avec des poussettes. Il existe plusieurs sentiers de randonnée difficiles adaptés aux personnes handicapées qui traversent la réserve.
Le petit promontoire Brännholmen qui dépasse d'Östra Lagnö est une destination d'excursion populaire avec une zone de baignade et des tables de pique-nique et une vue étendue sur l'archipel extérieur.
Brännholmen est le promontoire à l'extrémité nord-est de la réserve et ici vous pouvez nager, camper et pêcher.
Vers Östra Lagnö : bus depuis l'hôpital de Danderyd jusqu'à l'arrêt de traversier d'Östanå, changer de bus jusqu'au village de Lagnö, puis marche de 3 km. 
En voiture : route européenne 18, puis 276 après Åkersberga en direction de l'arrêt de traversier d'Östanå où le traversier mène à Ljusterö. Sur Ljusterö, direction Östra Lagnö. 
Le bateau Waxholms régulier se rend à Själbottna pendant l'été.